# Pădure ecuatorială

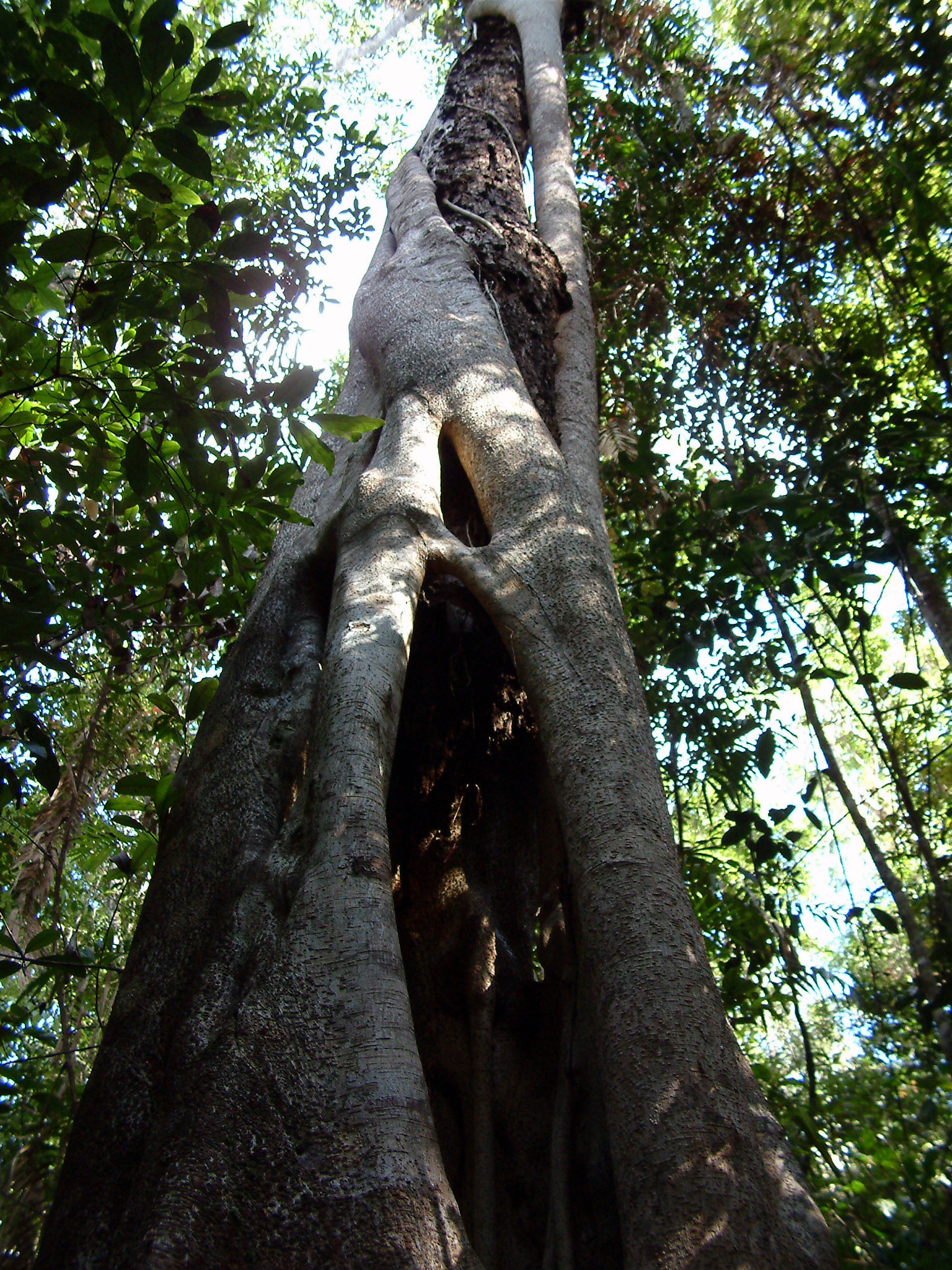
Copac din pădurea ecuatorială

Pădurile ecuatoriale se întâlnesc în regiunea ecuatorială, de o parte și de alta  a Ecuatorului (în medie până la 5° latitudine nordică și sudică) precum bazinul fluviului Congo, câmpia Amazonului, Nordul Australiei, și insulele Filipine.
Acesteia îi sunt specifice: numărul mare de specii și genuri cu ritm rapid de creștere; distribuția etajată a componentelor(arbori foarte înalți ce ajung pana la 50 m, cu dispoziție discontinuă, sub care se află arbori cu înalțime de 25-30 m care au o dezvoltare largă, arbori sub 10 m înalțime și arbuști, iar la bază un strat de mușchi, graminee, ciuperci, un număr ridicat de liane, alge, mușchi, ferigi, orhidee).
Pădurea ecuatorială tipică există pe soluri bine drenate și cu reacție bazică. În locurile cu drenaj redus, ea capătă alte caracteristici, în funcție de durata intervalului de exces de apă.
La latitudini mai mari (5° - 10°) se realizează trecerea de la pădurea tipic ecuatoriala (devine mai rară) la vegetația de savană.
Exemple de arbori cu valoare economică deosebită sunt: în Brazilia - arborele de cauciuc(Hevea braziliensis), arborele de cacao (Theobroma cacao), palmierul de fibre textile (Astnocaryum vulgare), palmierul de vin ( Maurita vinifera); în Africa - acaju (Khaya), abanosul (Diospyros), palisandrul (Dalbergia), arborașul de cafea (Coffea liberica), palmierul de ulei (Elaeis guineensis); în Asia de SE -  abanosul, mango, arborele de scorțișoară, palmierul de zahar, bananieri, bambusi 9 Bambusa procera).
Unele suprafețe ale pădurii ecuatoriale ( mai ales în Asia de Sud-Est) au fost defrișate, locul lor fiind luat de culturile de orez, bananieri etc.